# Oh Se-hoon
Oh Se-hoon (Tiếng Hàn: 오세훈, Hanja: 吳世勳; sinh ngày 4 tháng 1 năm 1961) là một chính trị gia Hàn Quốc hiện là Thị trưởng Seoul kể từ ngày 8 tháng 4 năm 2021. Trước đây ông cũng từng là thành viên của Quốc hội Hàn Quốc từ năm 2000 đến 2004, và thị trưởng Seoul từ năm 2006 đến năm 2011. Oh là một luật sư chuyên nghiệp.

## Lịch sử cá nhân
Oh sinh ra ở Seongdong-gu, Hàn Quốc. Ông tốt nghiệp trường trung học Daeil và tiếp tục theo học tại Đại học Ngoại ngữ Hàn Quốc. Ông tốt nghiệp Trường Luật của Đại học Hàn Quốc và trở thành luật sư. Năm 1994, anh xuất hiện trong chương trình MBC Lawyer Oh và Lawyer Bae (Tiếng Hàn: 생방송 O 변호사 (생방송 오변호사 배변호사)) và trở nên rất nổi tiếng.
Năm 2000, Oh được bầu làm đại biểu Quốc hội Hàn Quốc.
Vào ngày 1 tháng 7 năm 2006, Oh bắt đầu nhiệm kỳ thị trưởng đầu tiên của Seoul. Oh được tái đắc cử vào nhiệm kỳ thứ hai vào năm 2010 nhưng ông đã thua trong cuộc trưng cầu dân ý về bữa trưa miễn phí ở Seoul và phải từ chức sau khi thất cử vào năm 2011.. Năm 2021, ông là người chiến thắng trong cuộc bầu cử thị trưởng Seoul, bắt đầu từ năm 2011. nhiệm kỳ thứ ba của ông vào ngày 8 tháng 4 năm 2021.
Oh đã dành thời gian ở  London, Vương Quốc Anh với tư cách là thành viên Khoa Khoa học Xã hội & Chính sách công tại Đại học Nhà vua Luân Đôn, tập trung vào các thành phố lớn trên thế giới đang tìm cách tạo việc làm và giúp thúc đẩy tăng trưởng kinh tế.
Trong cuộc bầu cử quốc hội lần thứ 21 tại Gwangjin-gu, ông đã thua Ko Min-jung, một tân binh chính trị.
Ông là người công giáo và tên rửa tội của anh ấy là Stephen.

## Chỉ đạo

### Nghệ thuật
Oh đã tham gia vào Quỹ Văn hóa và Nghệ thuật Seoul, tham gia quay video kỷ niệm tổ chức này cùng với chủ tịch quỹ Park Bum-Shin và Giám đốc Nghệ thuật Seoul Ahn Eun-Mi.

### DDP
Dongdaemun Design Plaza được xây dựng trong nhiệm kỳ của ông.

### LGBTQ rights
Khi được hỏi về Lễ hội Văn hóa Queer Seoul trong cuộc đua thị trưởng Seoul năm 2021, Oh đã nói rằng, "Trong phạm vi rộng hơn, nguyên tắc là quyền của người thiểu số, bao gồm cả người thiểu số về giới tính, phải được bảo vệ và không được có sự phân biệt đối xử." Anh ấy tiếp tục nói: "Tôi nghĩ cuộc tranh luận là về lễ hội dành cho người đồng tính được tổ chức ở khu vực trung tâm gần Tòa thị chính và Quảng trường Gwanghwamun, và thành phố Seoul có một ủy ban đặc biệt để đưa ra quyết định và cũng có những quy định về việc đó."

### Vũ khí hạt nhân
Oh Se-hoon ủng hộ việc Hàn Quốc có vũ khí hạt nhân, vào tháng 3 năm 2023, anh ấy đã kêu gọi điều đó.

### Dự án nước thành phố Seoul
Mặc dù hầu hết người dân Seoul chọn uống nước khoáng đóng chai, nhưng có thông tin cho rằng Oh Se-hoon không chỉ đảm bảo mà còn uống nước máy của thành phố. Khuyến khích người dân Seoul uống nước máy và giảm sự phụ thuộc vào nước đóng chai, cũng như quảng bá độ sạch của nước máy Seoul là một dự án thú vị của Oh. Thành phố Seoul gần đây đã đưa ra các quy định mới về nước máy và trọng tâm không chỉ là nước an toàn mà còn là nước có hương vị thơm ngon.
Từ năm 2006 đến 2011, Oh tuyên bố sẽ biến Seoul thành thành phố nước, và thực hiện dự án Phục hưng sông Hàn nhằm xây dựng đường dành cho xe đạp ven sông và đảo nổi Sebitseom ở bờ nam sông Hán cạnh cầu Banpo.
Vì ông đã khởi xướng rất nhiều sáng kiến liên quan đến nước nên khi lũ lụt nghiêm trọng xảy ra vào các năm 2011, 2022 và 2023, ông đã bị chỉ trích bằng biệt danh Oseidon, sự kết hợp giữa tên ông và Poseidon.

### WikiLeaks
Trong một tài liệu do WikiLeaks công bố, có thông tin cho rằng trong cuộc thảo luận của Oh với Alexander Vershbow vào năm 2006, ông đã tuyên bố rằng việc sáp nhập giữa Đảng Hàn Quốc Tự do and the Đảng Dân chủ sẽ có lợi cho GNP.

## Lịch sử bầu cử
| Cuộc bầu cử                      | Năm  | Ứng cử                                | Đảng viên                 | Phiếu bầu | Tỷ lệ phiếu bầu | Kết quả  |
| -------------------------------- | ---- | ------------------------------------- | ------------------------- | --------- | --------------- | -------- |
| Bầu cử lập pháp lần thứ 16       | 2000 | Đại biểu Quốc hội Seoul Gangnam-gu B  | Hannara                   | 64,516    | 59.39%          | Thắng    |
| Cuộc bầu cử địa phương lần thứ 4 | 2006 | Thị trưởng Seoul                      | Hannara                   | 2,409,760 | 61.05%          | Thắng    |
| Cuộc bầu cử địa phương lần thứ 5 | 2010 | Thị trưởng Seoul                      | Hannara                   | 2,086,127 | 47.43%          | Thắng    |
| Bầu cử lập pháp lần thứ 20       | 2016 | Đại biểu Quốc hội Seoul Jongno-gu     | Đảng Saenuri              | 33,490    | 39.72%          | Thất bại |
| Bầu cử lập pháp lần thứ 21       | 2020 | Đại biểu Quốc hội Seoul Gwangjin-gu B | Đảng tương lai thống nhất | 51,464    | 47.80%          | Thất bại |
| Bầu cử phụ                       | 2021 | Thị trưởng Seoul                      | Đảng Quyền lực Nhân dân   | 2,798,778 | 57.50%          | Thắng    |
| Cuộc bầu cử địa phương lần thứ 8 | 2022 | Thị trưởng Seoul                      | Đảng Quyền lực Nhân dân   | 2,608,277 | 59.05%          | Thắng    |

## Các bài viết
- 가끔은 변호사도 울고싶다 (Khi luật sư muốn khóc) của Oh Se-hoon (Nhà xuất bản Myeongjin, tháng 10 năm 1995) ISBN 89-7677-030-7
- 우리는 실패에서 희망을 본다  (Thất bại mang lại hạt giống hy vọng) của Kang Won-taek, Kim Ho-ghi, Oh Se-hoon và Lee Young-jo (Nhà xuất bản Hwanggeumgaji, tháng 8 năm 2005) ISBN 89-8273-930-0